# Goldfüllfederkönig
Der Goldfüllfederkönig, bürgerlich Ernst Heinrich Winkler (* 15. Jänner 1886 in Ternitz, Niederösterreich; † 21. Juni 1974 in Wien), war ein weithin bekannter Wiener Geschäftsmann, Hochstapler und geltungssüchtiges Original.
Winkler erregte durch öffentlichkeitswirksame Aktionen wie vorgetäuschte Selbstmorde und falsche Bekennerschreiben in sensationellen Kriminalfällen Aufsehen und nützte die durch seine „Mystifikationen“ gewonnene Popularität für Werbezwecke. In den Auslagen seines Schreibwaren- und Füllfedergeschäftes an der Adresse Kohlmarkt 3, das er später um eine Filiale am Hohen Markt erweiterte, hängte er Zeitungsartikel, die über seine Streiche berichteten, aus. Seine Mystifikationen beging Winkler meist unter einem adeligen Pseudonym. 1928 wurde Winkler kurzzeitig zu Professor Julius Wagner-Jauregg in die Nervenheilanstalt am Steinhof gebracht.

## Einige „Mystifikationen“
1911 fuhr Winkler in Dresden in eleganter Kleidung vor einem Hofjuwelier vor, wies sich mit einer Visitenkarte als Adeliger aus und gab an, für seine Tochter Schmuck kaufen zu wollen. Er bestellte den Juwelier auf sein vermeintliches Schloss. Ohne dass Schaden entstanden wäre, wurde Winkler allerdings wenig später im Bahnhofsgebäude verhaftet und 1912 wegen schwerer Urkundenfälschung zu sechs Jahren Zuchthaus und zehn Jahren Ehrverlust verurteilt. Im Jahr 1914 wurde er vom König von Sachsen begnadigt und kehrte nach Wien zurück.
1928 wurde in der Nähe des so genannten Husarentempels im Wienerwald ein kleiner Koffer mit der Visitenkarte eines „Graf Henckel von Donnersmarck“ gefunden. Darauf die Mitteilung, dieser habe sich im Walde umgebracht, und der Finder der Leiche erhalte 100.000 Goldmark. Dies mobilisierte zahlreiche Personen zur – vergeblichen – Suche.
Im Fall des Sensationsprozesses wegen Versicherungsbetrugs gegen das Ehepaar Emil und Martha Marek (1927) bezichtigte sich Winkler anonym als Mittäter bei der Abtrennung von Emil Mareks Bein. Das Ehepaar wurde allerdings freigesprochen.

## Taten
Politisch bekannt wurde Winkler nach dem Justizpalastbrand vom 15. Juli 1927. Die Unruhen forderten zahlreiche Todesopfer, das Verhalten der Exekutive wurde zum Teil scharf kritisiert. Karl Kraus ließ im September 1927 Plakate mit folgendem Text anschlagen:
An den Polizeipräsidenten von Wien Johann Schober
Ich fordere Sie auf,
abzutreten.
Karl Kraus
Herausgeber der Fackel.
Daraufhin ließ Winkler sehr ähnlich gestaltete Plakate mit leicht geändertem Text anbringen:
An den Polizeipräsidenten von Wien
Johann Schober
Ich fordere Sie auf,
nicht
abzutreten.
Gegeben zu Wien, am 22. September 1927
Goldfüllfederkönig
1929 fingierte Winkler den Selbstmord eines rechtsradikalen „Idealisten“ im Königssee.
Im September 1930 musste Winkler vor Gericht erscheinen, weil er einen Handwerker auf einer offenen Postkarte „polnischer Saujud“ genannt hatte. Winkler verteidigte sich brieflich mit dem Argument, das Wort „Saujud“ sei in Wien überhaupt keine Beleidigung, sondern nur ein „Scherzwort […] im täglichen, kaufmännischen, gesellschaftlichen und politischen Verkehr“. So habe, schreibt Winkler, vor kurzem in einer großen Parlamentssitzung der Abgeordnete Ingenieur Julius Raab dem Staatssekretär a. D. Otto Bauer im vollbesetzten Parlamentsprunksaal sogar „Frecher Saujud“ zugerufen, ohne dass sich der Staatssekretär beleidigt gefühlt hätte.
1931 kündigte Winkler an, bei der kommenden Volkswahl für das Amt des Bundespräsidenten kandidieren zu wollen. Die Monarchisten würden einen König bekommen – den Goldfüllfederkönig; den Sozialisten versprach er die volle Durchführung ihres Linzer Programms. Die Volkswahl wurde schließlich sistiert.
In der Zeit des Nationalsozialismus  widmete sich Winkler Schwarzmarktgeschäften. Am 6. April 1944 wurde er verhaftet, am 22. Jänner 1945  als Volksschädling wegen Vergehens gegen das Devisen- und Zollgesetz zu sechs Jahren Zuchthaus und zu einer Geldstrafe von 300.000 Reichsmark verurteilt. Am 6. April 1945 wurde Winkler aus dem Gefängnis befreit, behauptete, politisch verfolgt zu sein und legte Bestätigungen über seine Mitgliedschaft bei einer Widerstandsbewegung vor, die sich angeblich „Ring freier Österreicher“ nannte.
1946 und 1947 stand Winkler vor Gericht wegen Diebstahlsanklagen. In einem Fall wurde er für schuldig befunden. Dazu kam 1947 eine Verurteilung wegen sexuellen Missbrauchs von Kindern. Ein psychiatrisches Gutachten bescheinigte ihm, „ein erblich belasteter, geltungsbedürftiger Psychopath“ zu sein.
Als Rosemarie Nitribitt ermordet wurde, schrieb er im Februar 1958 einen Brief an die deutsche Staatsanwaltschaft, in dem er sich des Mordes an ihr und einer weiteren Prostituierten bezichtigte. Er machte damit zum letzten Mal kurzfristig Schlagzeilen. Winkler starb mittellos im Krankenhaus Hietzing.